# AWeb
AWeb was een opensource-webbrowser voor Amiga-computers. Het werd ontwikkeld door Yvon Rozijn. AWeb werd meegeleverd met AmigaOS 3.9 en was tevens beschikbaar voor MorphOS. De laatste versie is 3.4 en werd uitgebracht op 17 november 2003. AWeb werd ontwikkeld door de Nederlander Yvon Rozijn. AWeb ondersteunde HTML 3.2 met enkele HTML 4.01-functies, JavaScript, frames, SSL en verschillende andere Netscape- en Internet Explorer-functies. De laatste versie is 3.4 en dateert van 17 november 2003.